# جون هارمون فيلدمان
جون هارمون فيلدمان (بالإنجليزية: Jon Harmon Feldman)‏ هو كاتب سيناريو ومخرج أمريكي، ولد في 1967.

## وصلات خارجية
- جون هارمون فيلدمان على موقع IMDb (الإنجليزية)
- جون هارمون فيلدمان على موقع ألو سيني (الفرنسية)
- جون هارمون فيلدمان على موقع أول موفي (الإنجليزية)
- جون هارمون فيلدمان على موقع قاعدة بيانات الفيلم (الإنجليزية)
- جون هارمون فيلدمان على موقع كينوبويسك (الروسية)